# Aethes monera
Aethes monera es una especie de polilla del género Aethes, categorizada en la tribu Cochylini, de la subfamilia Tortricinae.

## Distribución
Se distribuye por México.

## Taxonomía
Fue descrita por Razowski en 1986 y publicada en (Aethes), Ann. Zool. 40: 387.